# Skiatook (Oklahoma)
Skiatook es un pueblo ubicado en los condados de Osage y Tulsa en el estado estadounidense de Oklahoma. En el año 2010 tenía una población de 193,64 habitantes y una densidad poblacional de 	254,62 personas por km².

## Geografía
Skiatook se encuentra ubicado en las coordenadas 36°22′2″N 96°2′50″O / 36.36722, -96.04722 (36.367222, -96.047222).

## Demografía
Según la Oficina del Censo en 2000 los ingresos medios por hogar en la localidad eran de $32,946 y los ingresos medios por familia eran $37,879. Los hombres tenían unos ingresos medios de $30,873 frente a los $21,419 para las mujeres. La renta per cápita para la localidad era de $13,956. Alrededor del 12.9% de la población estaban por debajo del umbral de pobreza.